# 遊☆戯☆王ファイブディーズ タッグフォース5
『遊☆戯☆王ファイブディーズ タッグフォース5』（ゆうぎおうファイブディーズ タッグフォース5）は、コナミデジタルエンタテインメントから2010年9月16日に発売されたテレビアニメ『遊☆戯☆王5D's』を題材としたPlayStation Portable用対戦型カードゲームである。『遊☆戯☆王 タッグフォース』シリーズ第5作目である。

## 概要
『遊☆戯☆王5D's』のタッグフォースシリーズとしては第2作目、通算第5作目となる作品である。「STARSTRIKE BLAST」までの4727枚のカードを収録する。シリーズで初めてデータインストールに対応する。ただし、一度スリープモードに入ると、オプションでインストールデータを有効にしないといけない。

## ストーリー
今回のストーリーは、「ワールド・ライディングデュエル・グランプリ」（以下WRGP）のプレミアイベントの会場で治安維持局副長官のイェーガーがWRGPの前哨戦として「ワールド・タッグデュエル・グランプリ」の開催を宣言するところから始まる。前作同様、キャラクターとの信頼を高めエンディングイベントをクリアすることが目的となる。物語はアニメのWRGP編、予選リーグの前後の出来事が中心となっている。

## ゲームシステム
基本的なシステムはTF4と大体同じである。ただし、9枚以上入手したカードの枚数をカウントし、総和が500枚に到達すると好きなカード（メインキャラクリア特典を含む）を複製できる｢デュエル地蔵｣が追加された。また、TF6に本作のデータを引き継ぐと、9枚所持しているカードはTF6で1枚入手している状態となり、さらにレベルに応じたボーナスDPも入手できる。
なお、ダークシンクロモンスターも引き続き登場するが、同時にOCG版も登場しているため、同名モンスターが2種類存在している。
今回登場する機皇帝はOCG版ではなく、本体＆4体のパーツ＆コアで構成される、アニメ仕様のカードである。

## 登場人物

### メインキャラクター
不動遊星（ふどう ゆうせい）
- 声 :宮下雄也

本編の主人公。TF1との連動または50回勝利することでバージョンが増えるキャラの一人。
通常バージョン
WRGP開催より少し前あたりの、シューティング・スター・ドラゴン入手までのストーリー。ただし、ライディングデュエルではなくタッグデュエルでクリアマインドに到達している。入手カードはシューティング・スター・ドラゴン。
ポンチョバージョン
クラッシュタウンに鬼柳を捜しに行ったときのストーリー。マルコムが登場しないためゲームオリジナルキャラの用心棒となる。入手カードはスクラップ・ドラゴン。

ジャック・アトラス
- 声 :星野貴紀

遊星と同じくスカーレッド・ノヴァ・ドラゴンを入手するまでのストーリー。ただし、紅蓮の悪魔のしもべは登場せず、遊星＆謎のD・ホイーラー（アンチノミー）とのタッグデュエルでバーニングソウルが覚醒する。入手カードはスカーレッド・ノヴァ・ドラゴン。
クロウ・ホーガン
- 声 :浅沼晋太郎

彼の恩人、ピアスンが使っていたブラックフェザー・ドラゴンを探し出すまでのストーリー。なお、ボルガーは登場せず、同じく（売り払って逃亡資金にするために）ブラックフェザー・ドラゴンを探していたイェーガーとの対戦後に入手する。入手カードはブラックフェザー・ドラゴン。
十六夜アキ（いざよい あき）
- 声 :木下あゆ美

TF2との連動または50回勝利することでバージョンが増えるキャラの一人。
通常バージョン
他の3人とは違い、どちらかというと日常の合間のストーリー。入手カードはブラック・ローズ・ドラゴン。
DAバージョン
同じく日常メインのストーリーだが、こちらはデュエルアカデミアのイベントや生徒がらみのストーリー。このとき相手になるデュエリストは、前作でサイコデュエルで痛めつけられた人たちである。少なくとも一人はその過去について口にしている。入手カードはアルティメットサイキッカー。

龍亞（るあ）
- 声 :洞内愛

TF4との連動または50回勝利することでバージョンが増えるキャラの一人。
通常バージョン
ミシェル絡みのイベントがメイン。入手カードはパワー・ツール・ドラゴン。
DAバージョン
デュエルアカデミアでの日常がメインのストーリー。入手カードはエレキマイラ。

龍可（るか）
- 声 :寺崎裕香

TF3との連動または50回勝利することでバージョンが増えるキャラの一人。
通常バージョン
日常シーンからルチアーノの裏切りあたりまでのストーリー。ちなみに、最終イベントは手段を選ばなければ簡単に勝利できる。入手カードはエンシェント・フェアリー・ドラゴン。
DAバージョン
デュエルアカデミアの日常で、補習やテストをそっちのけで遊びに行ってしまった龍亜に成りすましているというストーリー。スカートを履いているにかかわらず、ほとんどの人が自分は龍亜だという主張をいぶかしがりながらも納得するため、若干落ち込んだりする。なお、龍亜本人にすら気づかれなかった。入手カードは超電磁稼動ボルテック・ドラゴン。

カーリー渚（カーリー なぎさ）
- 声 :チャン・リーメイ

スクープのため、謎の三長官を追うストーリー。対戦相手は、クロウ＆イェーガー、遊星＆プラシド、龍可＆ルチアーノ、ジャック＆ホセと、本来敵対している関係ばかりである。そのため、遊星やホセがタッグを組もうと言い出したときは、それぞれ｢正気か、貴様｣と突っ込まれる。入手カードはフューチャーヴィジョン。
狭霧深影（さぎり みかげ）
- 声 :相橋愛子

ゴーストの調査がメインのストーリー。入手カードは、なぜかダーク・アームド・ドラゴン。
牛尾哲（うしお てつ）
- 声 :落合弘治

ゴースト追跡からシェリーがらみの展開にシフトする。マーサハウスでからかわれたり切れ者っぷりを見せたりする。入手カードはゴヨウ・ガーディアン。
イェーガー
- 声 :柳原哲也

プログラムの奪取やシェリー襲撃などの展開の裏側のストーリー。ただし、ろくなことになってない。入手カードはゲームオリジナルのジェスター・クイーン。
謎のD・ホイーラー
- 声 :田中宏樹

遊星達と出会う前の機皇帝に対抗するデュエリストを探しているストーリー。この時点では正体不明のため、あくまでこの名前で終始する。入手カードはTGブレード・ガンナー MAXX-10000。
シェリー・ルブラン
- 声 :中川えりか

イリアステルへの復讐のため、情報収集を行っているときのストーリー。入手カードはフルール・ド・シュヴァリエ。
鬼柳京介（きりゅう きょうすけ）
- 声 :小野友樹

ポンチョ遊星と同じく、クラッシュタウン時のストーリー。ラモンが登場しないためゲームオリジナルキャラの用心棒となる。なお、何故か主人公がチーム・サティスファクションの一員としてカウントされていたりする。入手カードはインフェルニティ・デス・ドラゴン。
プラシド
- 声 :根本正勝

ゴーストなど、彼が関わった事件に関するストーリー。このストーリーだけ、主人公の設定が著しく違う。入手カードは機皇帝ワイゼル∞。
条件を満たして禁止カードを1枚入れられるようになった後、禁止カード入りのデッキでデュエルをすると、制限・準制限・禁止カードの枚数制限無視というチートデッキで襲い掛かってくる。コンセプトはデッキ・手札破壊。
ルチアーノ
- 声 :吉田仁美

サーキットを完成させるために行動するストーリーだが、やたら登場キャラの傷をえぐっていく。入手カードは機皇帝スキエル∞。
プラシド同様、禁止カード入りデッキで戦うと現世と冥界の逆転を切り札としたチートデッキで挑んでくる。ちなみに、半分以上が禁止カードまた制限超過という凄まじいデッキである。対策をすればなんとでもなるが、対策しないとあっという間にデッキ破壊を決めてくる。
ホセ
- 声 :菅生隆之

暴走が目に付くプラシドとルチアーノの動向を監視するストーリーなのだが、結果的に彼らのターゲットを撃破してしまっている。入手カードは機皇帝グランエル∞。
マント姿で｢自分は一般市民だ｣と言い張る、WRGP前にシグナーのほとんどを撃破する（しかも結果オーライとごまかす）、親愛をアピールすると茹でダコのように赤くなるなど、原作アニメと違ってコミカルな面が目立つ。
禁止カード使用時のチートデッキは、いわゆるサイエンカタパ。ルチアーノを上回る6割強が制限超過。
偽ジャック
- 声 :星野貴紀

ジャックのキング時代を模したゴーストだが、強制デュエルなどは行わず何故か映画『ロード・オブ・ザ・キング』の次回作撮影のためのデュエルを行う。入手カードは天刑王ブラック・ハイランダー。
主人公は撮影および編集担当であり、デュエルするのは偽ジャックのみである。そのため、このキャラのみイベントデュエルは見ているだけとなる。前作のディマクのようにどうしようもないデッキではないので、少なくとも最初2戦はデッキ改造しなくても何とかなる。

### キャラクターのみの出演
- MC
- 雑賀（さいが）
- 胡桃沢（くるみざわ）
- レースクィーン
- マーサ
- ゾラ
- ハイトマン教頭
- ステファニー

### サブキャラクター
総勢66名にのぼる一般キャラクターたち。以下の声優が担当している。
内海慶子、岡部涼音、加古臨王、片岡あづさ、金田アキ、鮭延未可、土屋真由美、中川玲、中川里江、並木のり子、ふくざわるみね、福田日里、藤田麻衣、松本忍、水野理紗、横田紘一、吉岡麻耶

## 関連書籍
- 遊☆戯☆王5D's TAG FORCE5 アドバンスタッグデュエル（Vジャンプブックス-ゲームシリーズ）（2010年9月16日発行、ISBN 978-4087795684）